# Selenoscopio
El selenoscopio (del griego σελήνη selḗnē «Luna» y σκοπεῖν skopeîn «observar») es un instrumento analógico en el que se puede observar con exactitud la fase de la Luna para un día cualquiera de cualquier año comprendido en un intervalo de 19 años.

## Historia
Desde antiguo, los movimientos de la Luna y, en concreto, la periodicidad de sus fases, han atraído poderosamente la atención de las gentes. Todas las culturas han visto, o creído ver, en las fases de la Luna la causa de numerosos efectos. Baste recordar cómo se dice que influyen sobre el comportamiento de los seres vivos, relacionándolas con el crecimiento de las cosechas, la abundancia de pesca, los periodos menstruales de las mujeres, el nacimiento de los niños, el humor de los humanos o, incluso, con los legendarios fenómenos de licantropía.
Según un hallazgo arqueológico submarino realizado en 1900 en la isla griega de Anticitera y posteriores y numerosísimas investigaciones, parece ser que los antiguos griegos fueron capaces de construir un dispositivo de engranajes de bronce (mecanismo de Anticitera) que reproducía los movimientos del Sol, la Luna y los cinco planetas entonces conocidos, y permitía predecir las fases lunares y los eclipses dentro de un periodo de 19 años. Esta tecnología pasó, en parte, al mundo romano y fue transmitida a los árabes a través de su contacto con el Imperio Romano de Oriente, lo que dio lugar al perfeccionamiento, entre otros instrumentos, del astrolabio conocido por los griegos, y la esfera armilar, utilizada de manera independiente en la antigua Grecia y la antigua China. Dichos conocimientos fueron pasando desde los territorios musulmanes de la península ibérica al Occidente cristiano medieval.
Durante los siglos XV, XVI y XVII se inventaron y perfeccionaron diversos aparatos astronómicos de ayuda a la navegación, algunos de ellos encaminados a saber las horas de la pleamar, la bajamar y las fases de la Luna, pero eran aparatos poco precisos y de engorroso manejo, por lo que cayeron en desuso.
A partir del siglo XIX los distintos observatorios astronómicos nacionales se fueron encargando de publicar anuarios con distintas efemérides, entre ellas las de las fases de la Luna. Desde entonces numerosas publicaciones como calendarios, carteles, etc., proporcionan la fase de la Luna para cualquier día del año en curso.
En 1985 el ingeniero técnico topógrafo del Instituto Geográfico Nacional (IGN) de España A. Carlos Pérez Martín realiza los estudios teóricos y trabajos necesarios para crear un aparato analógico que permitiese observar con exactitud la fase de la luna en un día cualquiera y fabrica por primera vez dicho aparato, al que da el nombre de «selenoscopio», cuyo fundamento y resolución práctica ha quedado expuesto en su libro «El selenoscopio. Un aparato para predecir las fases lunares».
Desde la aparición de la telefonía móvil a finales del siglo XX se puede ver, utilizando aplicaciones adecuadas, la fase de la Luna de cualquier día. A estos recursos digitales portables se suma, sin consumo de energía alguno, el selenoscopio, como herencia de los antiguos instrumentos astronómicos analógicos.

## Tipos de selenoscopios

### Selenoscopios horizontales.
Este tipo de selenoscopios, debido a sus peculiaridades constructivas, están pensados para poderlos transportar fácilmente, son de pequeño tamaño y ligeros de peso, por lo que también se les conoce como selenoscopios de bolsillo, aunque también se fabrican modelos de escritorio.
Con las variantes de diseño estético que se quieran introducir, los selenoscopios horizontales constan de 3 círculos concéntricos de distinto tamaño, conectados entre sí por un eje central sobre el que giran libremente y que, a su vez, los mantiene unidos.
El círculo inferior lleva en su borde las rayas correspondientes a 19 años (entre paréntesis figuran los años bisiestos), y en una circunferencia interior, de radio inferior al del círculo, van las rayas que definen las 24 horas de cada día de un mes de 31 días (fig. 1).
El círculo central, de radio más pequeño que el de los círculos inferior y superior, tiene un saliente con un lado recto que es prolongación de un diámetro del círculo, y grabadas en blanco y negro 8 fases lunares sucesivas creciendo en sentido dextrógiro (el de las agujas del reloj) a partir de la luna nueva (la luna negra) con sus centros separados entre sí 45°, y orientadas para observar cada fase mirándola desde fuera del círculo hacia su centro. Los centros de la luna nueva (que será la más cercana al saliente) y llena están contenidos en el diámetro que pasa por el borde recto del saliente (fig. 2).
El círculo superior tiene una ventana elíptica con un pequeño indicador central, y encuadrado justo debajo de él sobresale del círculo un resalte redondo, en el que se rotula una «N» o una «S» según se haya construido el selenoscopio para el hemisferio norte o el hemisferio sur. Los ejes de la ventana elíptica tienen la dimensión suficiente para que a través de ella aparezcan completas dos fases lunares contiguas del círculo central. El círculo superior tiene, también, un rebaje en forma de sector de corona circular opuesto a la ventana elíptica y centrado exactamente respecto a ella. El ancho de este sector de corona circular es lo suficientemente grande como para permitir que se vean las rayas del círculo inferior correspondientes a los días de un mes. En el borde de este rebaje están situadas las rayas correspondientes a los meses de un año. Los meses de enero y marzo, por un lado, y los de febrero y abril, por otro, tienen la misma raya. Los meses de enero y febrero tienen la raya duplicada, utilizándose, en años bisiestos, los meses que tienen su nombre entre paréntesis (fig. 3).

#### Funcionamiento de los selenoscopios horizontales.

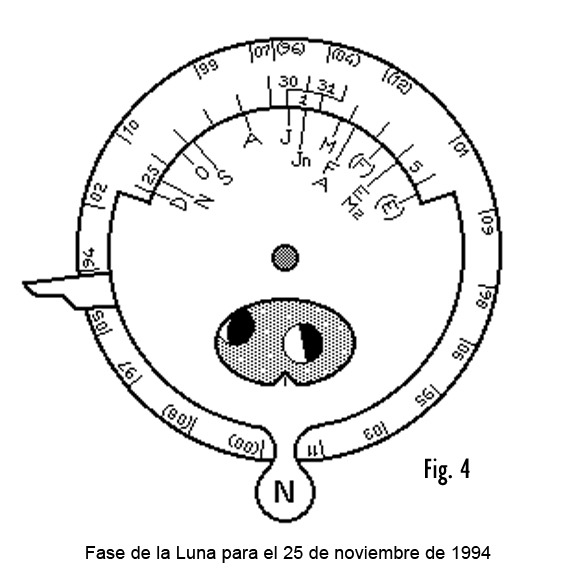
Montaje de los tres círculos de un selenoscopio horizontal de bolsillo

Para hallar con un selenoscopio horizontal la fase lunar de un día determinado se coloca el lado recto del saliente del círculo central en coincidencia con la raya del año deseado y, sin deshacer esta coincidencia, se mueve el círculo superior mediante su resalte redondo hasta enfrentar la raya del mes elegido con el intervalo de 24 horas del día deseado; entonces, al colocar el selenoscopio de manera que el resalte redondo apunte hacia abajo, la fase lunar para ese día será la que señale el indicador de la ventana elíptica (si no apunta exactamente a una fase se interpola entre las dos fases adyacentes). En los años bisiestos, rotulados entre paréntesis o con un color que los diferencie, se emplearán las rayas correspondientes a los meses de enero y febrero rotulados entre paréntesis o con un color que los diferencie (fig. 4). Se comprende que para ver en qué días de los meses de un año determinado ocurrirá una fase determinada (luna llena, luna nueva, etc.) no habrá más que hacer coincidir la raya del año en cuestión con el saliente recto del círculo central y, sin deshacer esta coincidencia, mover el círculo superior mediante su resalte redondo hasta que el indicador de su ventana señale la fase de la Luna que se desee; y, entonces, las rayas de los meses nos indicarán los días en que ocurre dicha fase. Este procedimiento también se puede utilizar para averiguar en qué fechas de un año determinado cae la Semana Santa cristiana, para lo cual habrá que tener en cuenta que la Pascua de Resurrección es, para todo el orbe cristiano, el domingo inmediatamente posterior a la primera luna llena tras el equinoccio de primavera en el hemisferio norte (20/21 de marzo), según se acordó en el Concilio de Nicea I celebrado en el año 325.
El funcionamiento descrito se corresponde con el de un selenoscopio calculado y construido para el hemisferio norte. Si se quisiera utilizar en el hemisferio sur, una vez obtenida la fase de la Luna para el día deseado, habrá que apuntar hacia arriba, en vez de hacia abajo, el resalte redondo del círculo superior, entonces se verá correctamente la fase de la Luna que corresponde al hemisferio sur. Las fases lunares son las mismas para cualquier punto de la Tierra, pero la disposición de los crecientes y menguantes en el cielo son opuestos en cada hemisferio. Se puede decir, entonces, que la Luna miente en el hemisferio norte: si el borde iluminado de su circunferencia tiene forma de «C» ―de crecer― está decreciendo y si tiene forma de «D» ―de decrecer― está creciendo. Pero en el hemisferio sur la Luna es veraz: si el borde iluminado de su circunferencia tiene forma de «C» está creciendo y si tiene forma de «D» está decreciendo.

### Selenoscopios verticales.
Los selenoscopios verticales, también conocidos como selenoscopios de escritorio se basan en los mismos principios teóricos que los selenoscopios horizontales, pero tienen la particularidad de mostrar la fase de la Luna de manera continua, sin necesidad de interpolar entre dos fases cuando la fase de un determinado día no coincide exactamente con una de las ocho fases contenidas en el círculo central de los selenoscopios horizontales.
Como ocurre con los selenoscopios horizontales, el diseño de un selenoscopio vertical podrá variar según los gustos estéticos, pero, en esencia, un selenoscopio vertical consta de dos círculos concéntricos del mismo radio y de un tercer círculo, también concéntrico, de radio inferior.
El círculo inferior tiene un resalte con una línea que, dividiéndolo por la mitad, va hasta el centro del círculo. Este resalte tiene rotulada una «N» si se trata de un selenoscopio fabricado para el hemisferio norte o una «S» si se ha fabricado para el hemisferio sur (fig. 5).
El círculo central lleva en su borde las rayas correspondientes a 19 años (con su número entre paréntesis para años bisiestos), y en una circunferencia interior, de menor radio que el círculo, van las rayas que definen las 24 horas de cada día de un mes de 31 días (fig. 6).
El círculo superior tiene dibujado un diámetro cualquiera, y un rebaje en forma de sector de corona circular que está exactamente centrado respecto a dicho diámetro. El ancho de este sector de corona circular es lo suficientemente grande como para permitir que se vean las rayas del círculo central que definen los días de un mes. En el borde de este rebaje están situadas las rayas correspondientes a los meses de un año. Los meses de enero y marzo, por un lado, y los de febrero y abril, por otro, tienen la misma raya. Los meses de enero y febrero tienen la raya duplicada, utilizándose, en años bisiestos, los meses que tienen su nombre entre paréntesis (fig. 7).
El círculo inferior tiene encastrada en su centro una varilla fina y rígida, de manera perfectamente ortogonal a la superficie del círculo y en ella están ensartados el círculo central y el círculo superior, en este orden, de manera que puedan girar libremente. El extremo superior de la varilla tiene encajada una esfera de tamaño adecuado, pintada mitad blanca y mitad negra en sentido vertical. El encaje de la esfera en la varilla está hecho de manera que el plano del círculo máximo que separa los dos colores contenga al eje de la varilla y sea perpendicular a la línea grabada sobre el resalte del círculo inferior, apuntando hacia esta línea la mitad blanca de la esfera (fig. 8).
El montaje así realizado tiene pegado, sobre el círculo superior, una pieza prismática que oculta media esfera. Esta pieza tiene unos rebajes en los que se alojan la varilla y la esfera sin rozamientos, y su arista inferior delantera se ha hecho coincidir exactamente con una línea paralela al diámetro trazado en este círculo y separada de él, hacia la zona de su rebaje, una cantidad ligeramente superior a la mitad del grosor de la varilla (fig. 9).
A su vez, a la pieza prismática se le puede pegar una tapa de grosor muy fino que oculte la varilla. Dicha tapa irá provista de una ventana circular por la que asomará la esfera pintada. El radio de esta ventana será ligeramente superior al de la esfera para evitar rozamientos (fig. 10).
La pieza prismática se puede sustituir por cualquier otra forma que, cumpliendo los requisitos técnicos descritos, ofrezca una solución más estética.
Funcionamiento de los selenoscopios verticales.
Para hallar con un selenoscopio vertical la fase lunar de un día determinado se coloca la línea dibujada en el resalte del círculo inferior en coincidencia con la raya del año deseado y, sin deshacer esta coincidencia, se mueve el círculo superior hasta enfrentar la raya del mes elegido con el intervalo de 24 horas del día deseado; entonces, al mirar de frente la luna del selenoscopio se podrá observar su fase de manera exacta. En los años bisiestos, rotulados entre paréntesis o con un color que los diferencie, se emplearán las rayas correspondientes a los meses de enero y febrero rotulados entre paréntesis o con un color que los diferencie. Es evidente, que para ver en qué días de los meses de un año determinado ocurrirá una fase determinada (luna llena, luna nueva, etc.) se hará coincidir la raya del año en cuestión con la línea dibujada en el resalte del círculo inferior y, sin deshacer esta coincidencia, mover el círculo superior hasta que por la ventana de la pieza prismática asome la fase de la Luna que se desee; y, entonces, las rayas de los meses nos indicarán los días en que ocurre dicha fase. Con este procedimiento también se puede averiguar en que fechas de un año cualquiera cae la Semana Santa cristiana, teniendo en cuenta que se han de cumplir los requisitos que se han mencionado al explicar el funcionamiento de los selenoscopios horizontales.
Los selenoscopios verticales se fabrican para el hemisferio norte o para el hemisferio sur, no sirviendo el fabricado para un hemisferio en el hemisferio opuesto.

## El selenoscopio y el ciclo metónico
Los selenoscopios se calculan y fabrican para ciclos de 19 años. No se consideran más años porque al completarse un primer ciclo de 19 años algunas de las rayas de los años del segundo ciclo quedarían muy próximas a las del primer ciclo calculado, ya que transcurrido ese periodo de tiempo se vuelven a repetir, aparentemente, las fases lunares en los mismos días (ciclo metónico, llamado así por ser el astrónomo griego Metón el que lo describió en el 432 a. C.). Pero esta repetición no es exacta ni uniforme a lo largo del tiempo debido a las anomalías gravitacionales de la órbita de la Luna (avance del perigeo, variación de la excentricidad de la órbita lunar, alejamiento de la órbita, regresión de los nodos, variación de la inclinación de la órbita respecto a la eclíptica). Anomalías que el ciclo metónico no tiene en cuenta, lo que imposibilita que las rayas de un ciclo de 19 años sirvan para los siguientes ciclos, pues en algunos años se producirían errores que pueden llegar a ser de cerca de 24 horas, lo que unido al error de trabajar en el cálculo matemático de un selenoscopio con el valor medio de la lunación (número de días naturales transcurridos entre dos lunas nuevas) provocaría que en algunos años las fases lunares indicadas por el selenoscopio caerían en días distintos a los que en realidad ocurren. Por todo ello, al fabricar un selenoscopio, se calcula la situación de las rayas de un determinado ciclo de 19 años mediante fórmulas astronómicas que tienen en cuenta las mencionadas anomalías de la órbita lunar con un error máximo de 30 minutos.